# Cessna 526 CitationJet
El Cessna 526 CitationJet fue un candidato a avión de entrenamiento de reacción propuesto por el fabricante Cessna para el Joint Primary Aircraft Training System de Estados Unidos. Era un avión bimotor de asientos en tándem basado en el avión ejecutivo Cessna CitationJet. Sin embargo, no tuvo éxito y sólo fueron fabricados dos prototipos.

### Aeronaves similares
- Pilatus PC-9
- Rockwell Ranger 2000